# Maiolo
Maiolo là một đô thị ở tỉnh Pesaro và Urbino trong vùng Marche, nằm cách 100 km về phía tây bắc của Ancona và khoảng 45 km về phía tây của Pesaro. Tại thời điểm ngày 31 tháng 12 năm 2004, đô thị này có dân số 807 và diện tích là 24,4 km².
Maiolo giáp các đô thị sau: Montecopiolo, Novafeltria, Pennabilli, San Leo, Talamello.